# Journey Through the Past
Albums de Neil Young
Harvest
(1972) Time Fades Away
(1973)
Journey Through the Past est la bande originale issue du documentaire du même nom réalisé par Neil Young sorti le 7 novembre 1972.

## Historique
Le disque est principalement composé de morceaux écrits par Neil Young que ce soit sous son nom, avec Buffalo Springfield ou avec Crosby, Stills, Nash and Young. 
À ce jour, l'album n'a pas été édité en CD.
Les titres 3, 4 et 5 de Crosby, Stills, Nash and Young ont été enregistrés en public au Fillmore East à New York le 5 juin 1970.

## Titres
1. For What It's Worth/Mr Soul (Buffalo Springfield) – 3:54
2. Rock & Roll Woman (Buffalo Springfield) – 2:53
3. Find the Cost of Freedom (CSNY) – 1:59
4. Ohio (CSNY) – 4:23
5. Southern Man (CSNY) – 6:47
6. Are You Ready for the Country? – 1:52
7. Let Me Call You Sweetheart (segue) – 1:05
8. Alabama – 6:23
9. Words – 16:30
10. Relativity Invitation (dialogue) – 1:09
11. Handel's Messiah (Tony & Susan Alamo Christian Foundation Orchestra & Chorus) – 2:49
12. King of Kings (Tony & Susan Alamo Christian Foundation Orchestra & Chorus) – 5:07
13. Soldier – 3:39
14. Let's Go Away for Awhile (Beach Boys) – 2:08

## Musiciens

### Buffalo Springfield
- Neil Young - guitare, piano, harmonica, chant
- Stephen Stills - guitare, chant
- Richie Furay - guitare, chant
- Bruce Palmer -  basse
- Dewey Martin - batterie, chant

### Crosby, Stills, Nash and Young
- David Crosby - guitare, chant
- Stephen Stills - guitare, piano, orgue, basse, chant
- Graham Nash - guitare, piano, orgue, chant
- Neil Young - guitare, orgue, chant
- Calvin "Fuzzy" Samuels - basse
- Johnny Barbata - batterie

### Neil Young &The Stray Gators
- Neil Young - guitare, piano, harmonica, chant
- Ben Keith - guitare pedal steel
- Jack Nitzsche - piano, guitare slide
- Tim Drummond - basse
- Kenny Buttrey - batterie